# Meet Maxwell Archer
Meet Maxwell Archer é um filme de mistério britânico de 1940, dirigido por John Paddy Carstairs e estrelado por John Loder, Leueen MacGrath e Athole Stewart.

## Sinopse
Maxwell Archer (John Loder), um detetive particular, tenta livrar um jovem injustamente acusado de um assassinato.

## Elenco
- John Loder - Maxwell Archer
- Leueen MacGrath - Sarah
- Athole Stewart - Superintendente Gordon
- Marta Labarr - Nina
- George Merritt - Inspetor Cornell
- Ronald Adam - Nicolides
- Peter Hobbes - George Gull Jr.
- Ralph Roberts - George Gull Sr.
- Syd Crossley - Perkins
- Barbara Everest - Miss Duke